# レオン・ジョセリー

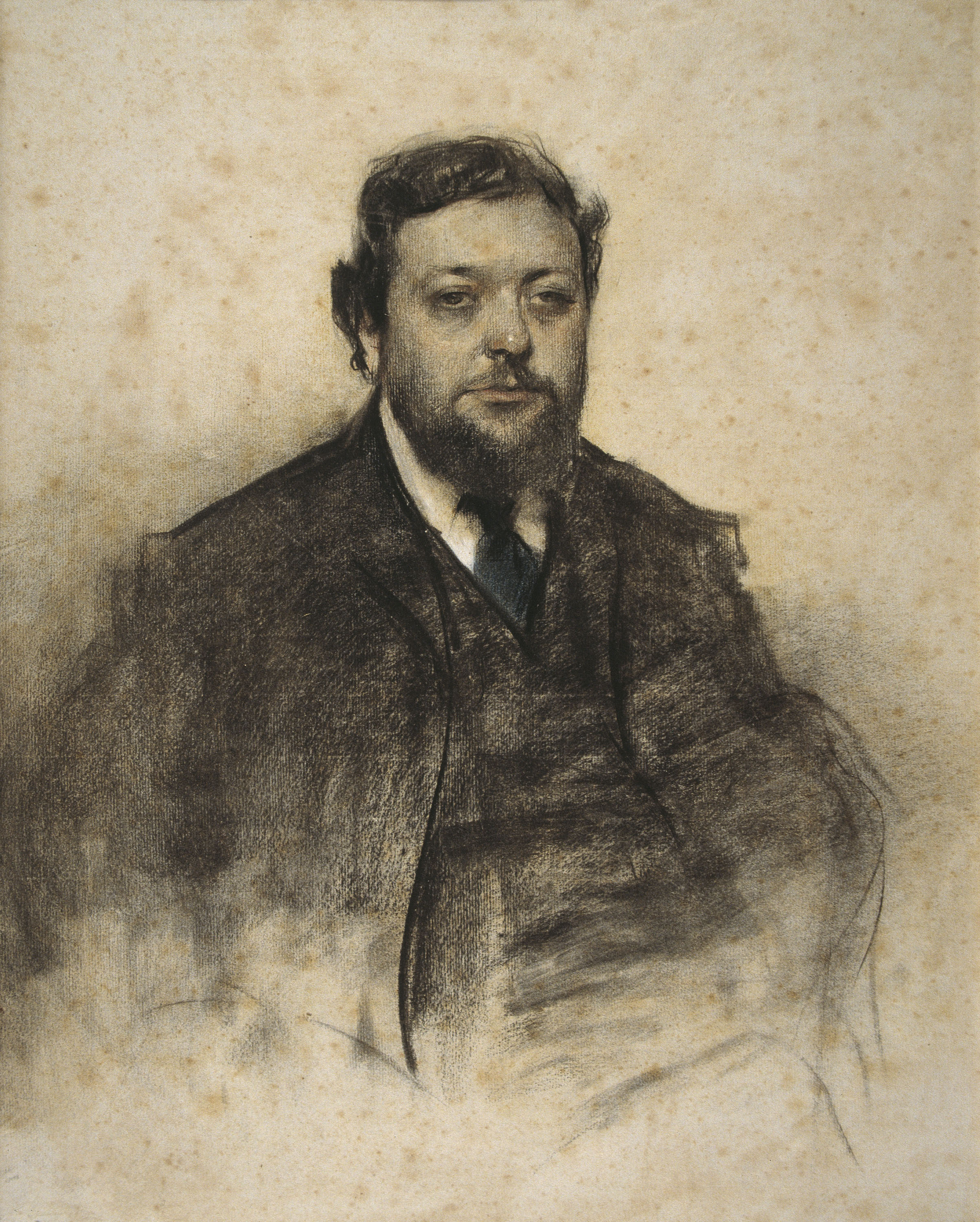
レオン・ジョセリー, Ramon Casas (MNAC).

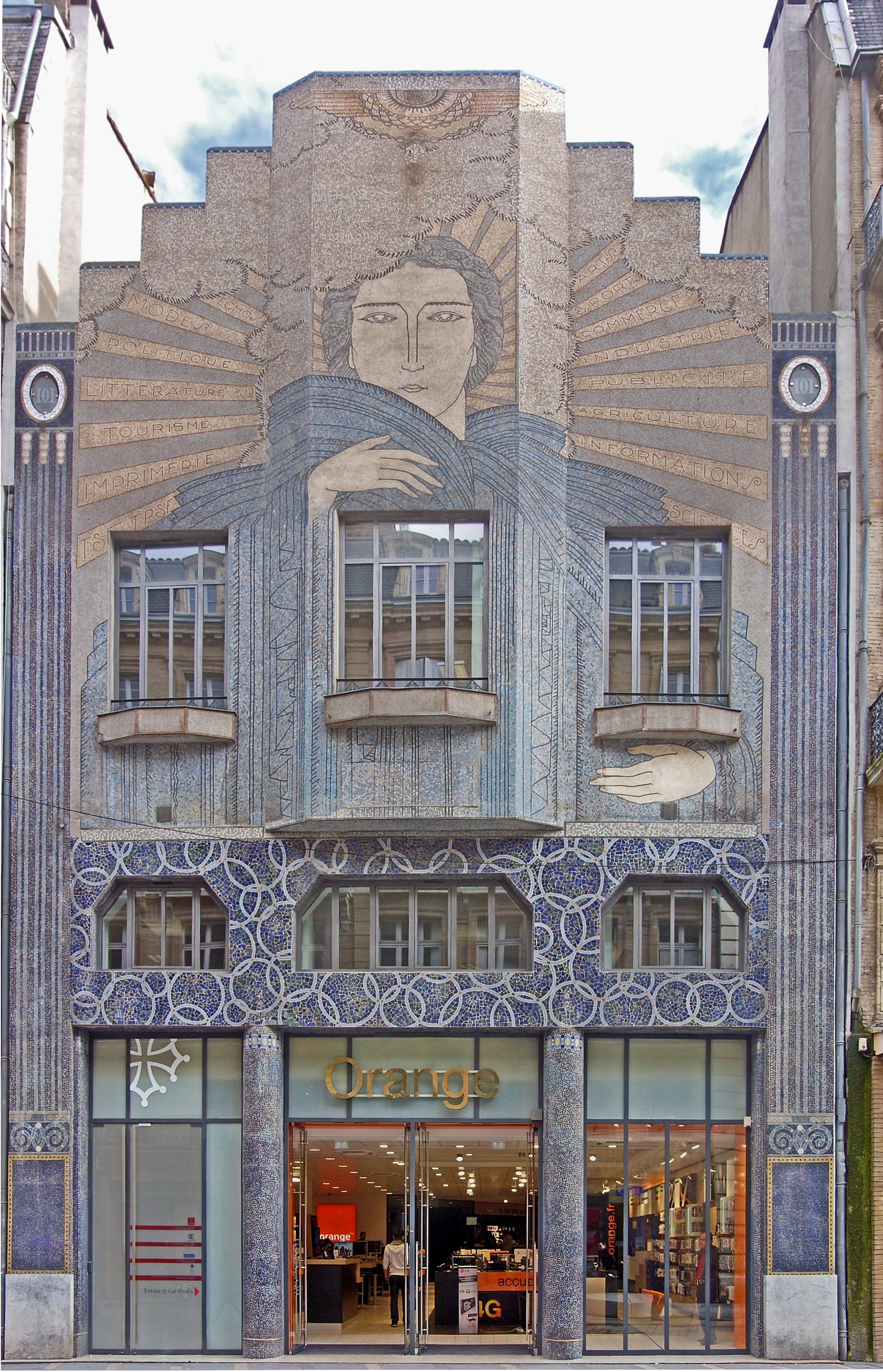
トゥールーズにある「ラ·デペッシュ·デュ·ミディ」と呼ばれる建物

レオン・ジョセリー（Léon Jaussely, 1875年1月9日-1932年12月28日）は、フランスの都市計画家、建築家。
トゥールーズ出身。1895年にエコール・デ・ボザール入学。1903年、公共広場の課題でローマ賞。同年にバルセロナ市の都市計画設計競技で優勝。イタリア留学時には紀元後79年ナポリ近郊のヴェスヴィオ火山噴火で埋没したポンペイ遺跡の発掘に関わり、市街地復元図製作を担当する。
1911年、アンリ・プロスト、アルフレッド・アガッシュ、エルネスト・エブラールらとフランス都市計画協会を共同設立し、その後は会長職を長く務めた。1919年に、共同プロジェクトによるパリ市街地事業計画国際競技案で一等受賞。その他都市計画プロジェクトは出身地のトゥールーズをはじめカルカソンヌ、ヴィッテル、ポー、タルブなどでの計画に参加。1928 年に開催されたトルコ首都建設設計競技ではヘルマン・ヤンセン (都市計画家)に次いで次席。1923年以降は、国際展などプランナーとしても活躍し、建築作品も幾つか残していく。 